# John Flamsteed
John Flamsteed   (Denby, 19 d'agost de 1646 (Julià) - Burstow, 31 de desembre de 1719 (Julià)), va ser un astrònom anglès del segle xvii, conegut per haver estat el fundador i primer director de l'Observatori Reial de Greenwich.

## Vida
Flamsteed era fill d'un comerciant de malta. La seva mare va morir quan tenia pocs anys deixant el seu pare vidu i a càrrec d'ell i la seva germana que aleshores tenia unes poques setmanes. Va estudiar a l'escola de Derby, on vivien. A l'edat de catorze anys va contraure una severa malaltia reumàtica que va arrossegar tota la seva vida: my distemper, com ell l'anomenava.
Va iniciar els estudis d'astronomia pel seu compte després de quedar fortament impressionat per la lectura de la Sphera de Sacrobosco. Va estudiar amb profunditat les obres de William Gascoigne, Jeremiah Horrocks i William Crabtree.
El 1670, després d'haver calculat algunes ocultacions de la Lluna, va anar a Londres on va conèixer Henry Oldenburg (secretari de la Royal Society) i John Collins, amb els qui mantindrà una viva correspondència. Ells el presentaran a Jonas Moore, que l'apadrinarà la resta de la seva vida.
El mateix any, ingressa al Jesus College de la Universitat de Cambridge. Tot i que no sembla haver estat un alumne resident del College, obté el seu grau de Magister el 1674 i assisteix a les classes d'Isaac Barrow i d'Isaac Newton.
El 1675, a instàncies de Moore, el rei Carles II el nomena Astrònom Reial (el primer d'una llarga sèrie) i primer director de l'Observatori Reial de Greenwich que s'havia construït un any abans, obra de l'arquitecte Christopher Wren. L'objectiu de l'observatori era el de servir la navegació, permetent el càlcul de la longitud terrestre amb la posició relativa de la Lluna en el cel.
Tot i que la dotació econòmica de l'observatori era entre inexistent i molt minsa, Flamsteed va construir aparells a les seves expenses que li van permetre, al llarg dels anys, obtenir un gran conjunt d'observacions molt precises de les estreles i la Lluna.

## Obra
La seva principal obra és la Historia coelestis Britannica , publicada de forma pòstuma el 1725 per la seva esposa, Margaret. El llibre és un catàleg de gairebé tres mil estrelles, amb les seves posicions establertes amb una exactitud mai obtinguda fins a la data.
Era un observador meticulós i va el primer astrònom que va estudiar sistemàticament la paral·laxi anual.
Un avenç de les seves observacions s'havia fet sense el seu permís el 1712, el que va provocar una agra polèmica amb Newton i Halley, instigadors de la publicació als qui Flamsteed mai va perdonar haver publicat unes dades que ell no volia publicar per considerar-les incompletes i no prou exactes. El 1714, Flamsteed va comprar tres-cents dels quatre-cents exemplars d'aquesta edició i els va cremar.
La seva extensa correspondència ha sigut objecte d'edició recentment.